# 荣天厚
荣天厚（1952年—），内蒙古土左旗人，蒙古族，中华人民共和国政治人物、第十一届全国人民代表大会内蒙古地区代表。
毕业于内蒙古工业大学铸造专业，是中共党员。1998年，任中共满洲里市委书记、人大主任。2003年，任中共锡林郭勒盟委副书记、锡林郭勒盟盟长。2008年起担任全国人大代表，后任中共内蒙古自治区党委组织部副部长。